# سليد غورتون
طوماس سليد غورتون الثالث (بالإنجليزية: Slade Gorton) (ولد في 8 يناير 1928 - 19 أغسطس 2020) سياسي أميركي. والجمهوري، كان عضوا في مجلس الشيوخ الأمريكي من ولاية واشنطن 1981-1987، وايضا الفترة من 1989 إلى 2001. شغل كل من مقاعد مجلس الشيوخ في الولاية في حياته المهنية وهُزم بفارق ضئيل لاعادة انتخابه لمرتين الأولى: في عام 1986 من قبل بروك ادامز، وفي عام 2000 من قبل ماريا كانتويل بعد إعادة فرز الأصوات. كان غورتون لمرتين من كبار أعضاء مجلس الشيوخ (1983-1987، 1993-2001) وسناتور (1981-1983، 1989-1993). منذ خسارته في سنة 2000 اثر إعادة انتخابه، ولم يتم انتخاب أي جمهوري آخر من واشنطن بعده في عضوية مجلس الشيوخ الأمريكي.

## حياته
ولد غورتون في شيكاغو، إلينوي، وخدم في جيش الولايات المتحدة من عام 1945 حتى عام 1946. م حضر وتخرج من كلية دارتموث. ثم من كلية الحقوق في جامعة كولومبيا، وخدم في القوات الجوية للولايات المتحدة في الفترة من 1953 حتى عام 1956، وبقيى في خدمة الاحتياط في سلاح الجو حتى عام 1980 تقاعد برتبة عقيد. وفي الوقت نفسه، كان يمارس القانون، ودخل عالم السياسة في عام 1958، إنتخب لعضوية المجلس التشريعي للولاية واشنطن، في الفترة من 1959 حتى عام 1969، حتى أصبح أرفع أعضائه. شغل منصب النائب العام في واشنطن من العام 1969 حتى دخل مجلس الشيوخ في الولايات المتحدة العام 1981. شغل لثلاث فترات منصب النائب العام، واعترف غورتون أنه إتخاذ خطوة غير معتادة من الظهور شخصيا حين يجادل مواقف الدولة أمام المحكمة العليا في الولايات المتحدة الدول والسائدة في تلك الجهود.

## زواجه
تزوج سالي كلارك غورتون يوم 28 يونيو، 1958. وفي 20 يوليو 2013، بعد 55 عاما من الزواج، توفيت من سرطان الثدي في سن 80 وكانت تحيط بها العائلة والأصدقاء.

## حملات مجلس الشيوخ الأمريكي

### 1980
العام 1980 هَزم أسطورة الولايةآرن ماغنوسون والذي لم يخسر منذ مدة بهامش 54٪ إلى 46٪.

### 1986
هُزم من عضو الكونغرس السابق ومسؤول إدارة كارتر للنقل بروك ادامز.

### 1988
سعى لمقعد في مجلس الشيوخ الذي سيغادره الحليف السياسي دان ايفانز، في عام 1988، حيث فاز، بعد أن هزيم الليبرالي عضو الكونغرس مايك لوري بهامش ضيق.

### 1994
في عام 1994 فاز على رئيس المجلس البلدي رون سيمز بنسبة 56٪ إلى 44٪. وكان عضوا مؤثرا في لجنة الخدمات المسلحة لأول مرة عضوا في لجنة من لجان الكونغرس. حملته الانتخابية في ولاية أوريغون غوردن سميث ونجاحه في سنة 1996 مجلس الشيوخ.
في عام 1999، كان غورتون بين عشرة أعضاء مجلس الشيوخ الجمهوريين الذين صوتوا ضد تهمة شهادة الزور خلال اتهام كلينتون، على الرغم من انه صوت لإدانة كلينتون بتهمة عرقلة سير العدالة.

### 2000
في عام 2000 خسر مقعده، قام الديمقراطي ماريا كانتويل بتغير إستراتيجية إستراتيجية «حان الوقت للتغيير» ضده والتي فاز بها 2229 صوتا. مرتين خلال فترة ولايته في مجلس الشيوخ، جلس غورتون في مكتب كاندي.

## بعد مجلس الشيوخ
في عام 2002، أصبح غورتون عضوا في اللجنة الوطنية حول الهجمات الإرهابية على الولايات المتحدة (المعروف شعبيا باسم "لجنة 9/11")، وأصدرت اللجنة تقريرها النهائي في عام 2004. في عام 2005، أصبح غورتون رئيس ليمين الوسط القانون الدستوري PAC، وهي لجنة عمل سياسية تشكلت لمساعدة المرشحين المنتخبين إلى المحكمة العليا في ولاية واشنطن ومحكمة الاستئناف.
غورتون هو عضو المجلس الاستشاري للشراكة من أجل أمريكا آمنة، وهي منظمة غير هادفة للربح مكرسة لإعادة إنشاء مركز الحزبين الجمهوري والديمقراطي في الأمن القومي الأمريكي والسياسة الخارجية. يشغل غورتون حاليا منصب كبير الباحثين في مركز سياسة الحزبين. يشغل أيضا منصب عضو مجلس أمناء مركز الدستور الوطني في فيلادلفيا، وهو متحف مخصص للدستور الولايات المتحدة. مثل غورتون مدينة سياتل في دعوى قضائية ضد كلاي بينيت لمنع نقل امتياز سوبر سياتل كرة السلة، وفقا لعقد من شأنه أن يبقي الفريق في KeyArena حتى عام 2010. وقد وصلت المدينة إلى تسوية مع بينيت، والسماح له بنقل الفريق إلى اوكلاهوما سيتي مقابل 45 مليون $ مع إمكانية مقابل 30 مليون $ أخرى.
وفي عام 2010، أسس المكتب الوطني للبحوث الآسيوية، مركز السياسة الدولية - سليد غورتون. مركز غورتون هو مركز أبحاث السياسة العامة، مع التركيز على ثلاث محاور: برامج بحوث السياسات، الزمالة والتدريب، وبرنامج التأريخ والأرشفة [13] في عام 2013 كان مركز غورتون أمانة «لجنة الحفاظ على الملكية الفكرية من للسرقة الأمريكية»، والذي كان غورتون مفوض. غورتون هو أيضا مستشار في المكتب الوطني للبحوث الآسيوية. في عام 2012، تم تعيين غورتون في مجلس إدارة كلير واير، مزود خدمات البيانات السلكية. غورتون هو عضو في مجلس إدارة معهد ديسكفري، بارزة لدفاعها عن التصميم الذكي.

## وصلات خارجية
- سنوات ما بعد 11/9 جهود الأمن، سؤال وجواب مع سليد غورتون (سبتمبر 2011)
- الكونغرس الأمريكي